# Karl Ansén
Karl Anselm Ansén (Stoccolma, 26 luglio 1887 – Morgongåva, 20 luglio 1959) è stato un calciatore svedese, di ruolo attaccante.

## Carriera

### Club
Ha giocato principalmente con l'AIK, club con il quale ha vinto tre Svenska Mästerskapet, la coppa svedese che all'epoca valeva come titolo nazionale in assenza di un vero campionato.

### Nazionale
Prese parte con la sua Nazionale ai Giochi olimpici del 1908 e del 1912.

## Palmarès

### Club
- Svenska Mästerskapet: 3

1911, 1914, 1916

### Cronologia presenze e reti in Nazionale
| Cronologia completa delle presenze e delle reti in nazionale ― Svezia | Cronologia completa delle presenze e delle reti in nazionale ― Svezia | Cronologia completa delle presenze e delle reti in nazionale ― Svezia | Cronologia completa delle presenze e delle reti in nazionale ― Svezia | Cronologia completa delle presenze e delle reti in nazionale ― Svezia | Cronologia completa delle presenze e delle reti in nazionale ― Svezia | Cronologia completa delle presenze e delle reti in nazionale ― Svezia | Cronologia completa delle presenze e delle reti in nazionale ― Svezia |
| Data                                                                  | Città                                                                 | In casa                                                               | Risultato                                                             | Ospiti                                                                | Competizione                                                          | Reti                                                                  | Note                                                                  |
| --------------------------------------------------------------------- | --------------------------------------------------------------------- | --------------------------------------------------------------------- | --------------------------------------------------------------------- | --------------------------------------------------------------------- | --------------------------------------------------------------------- | --------------------------------------------------------------------- | --------------------------------------------------------------------- |
| 12-7-1908                                                             | Göteborg                                                              | Svezia                                                                | 11 – 3                                                                | Norvegia                                                              | Amichevole                                                            | -                                                                     |                                                                       |
| 8-9-1908                                                              | Göteborg                                                              | Svezia                                                                | 1 – 6                                                                 | Inghilterra                                                           | Amichevole                                                            | -                                                                     | L'Inghilterra giocava con la Nazionale dilettanti                     |
| 20-10-1908                                                            | Londra                                                                | Regno Unito                                                           | 12 – 1                                                                | Svezia                                                                | Olimpiadi 1908 - Quarti                                               | -                                                                     |                                                                       |
| 23-10-1908                                                            | Londra                                                                | Paesi Bassi                                                           | 2 – 0                                                                 | Svezia                                                                | Olimpiadi 1908 - Finale 3º posto                                      | -                                                                     |                                                                       |
| 25-10-1908                                                            | L'Aia                                                                 | Paesi Bassi                                                           | 5 – 3                                                                 | Svezia                                                                | Amichevole                                                            | -                                                                     |                                                                       |
| 26-10-1908                                                            | Bruxelles                                                             | Belgio                                                                | 2 – 1                                                                 | Svezia                                                                | Amichevole                                                            | -                                                                     |                                                                       |
| 18-6-1911                                                             | Solna                                                                 | Svezia                                                                | 2 – 4                                                                 | Germania                                                              | Amichevole                                                            | -                                                                     |                                                                       |
| 17-9-1911                                                             | Solna                                                                 | Svezia                                                                | 4 – 1                                                                 | Norvegia                                                              | Amichevole                                                            | -                                                                     |                                                                       |
| 29-10-1911                                                            | Amburgo                                                               | Germania                                                              | 1 – 3                                                                 | Svezia                                                                | Amichevole                                                            | -                                                                     |                                                                       |
| 16-6-1912                                                             | Kristiania                                                            | Norvegia                                                              | 1 – 2                                                                 | Svezia                                                                | Amichevole                                                            | -                                                                     |                                                                       |
| 29-6-1912                                                             | Stoccolma                                                             | Svezia                                                                | 3 – 4                                                                 | Paesi Bassi                                                           | Olimpiadi 1912 - Turno di qualificazione                              | -                                                                     |                                                                       |
| 1-7-1912                                                              | Solna                                                                 | Svezia                                                                | 0 – 1                                                                 | Italia                                                                | Olimpiadi 1912 - Torneo di consolazione                               | -                                                                     |                                                                       |
| 4-5-1913                                                              | Mosca                                                                 | Russia                                                                | 1 – 4                                                                 | Svezia                                                                | Amichevole                                                            | -                                                                     |                                                                       |
| 25-5-1913                                                             | Copenaghen                                                            | Danimarca                                                             | 8 – 0                                                                 | Svezia                                                                | Amichevole                                                            | -                                                                     |                                                                       |
| 8-6-1913                                                              | Stoccolma                                                             | Svezia                                                                | 9 – 0                                                                 | Norvegia                                                              | Amichevole                                                            | -                                                                     |                                                                       |
| 25-10-1914                                                            | Solna                                                                 | Svezia                                                                | 7 – 0                                                                 | Norvegia                                                              | Amichevole                                                            | -                                                                     |                                                                       |
| 27-6-1915                                                             | Kristiania                                                            | Norvegia                                                              | 1 – 1                                                                 | Svezia                                                                | Amichevole                                                            | -                                                                     |                                                                       |
| Totale                                                                |                                                                       | Presenze                                                              | 17                                                                    |                                                                       | Reti                                                                  | 0                                                                     |                                                                       |